# Козолуговка
Козолуговка (укр. Козолугівка) — село,
Балковский сельский совет,
Токмакский район,
Запорожская область,
Украина.
Код КОАТУУ — 2325280403. Население по переписи 2001 года составляло 221 человек.

## Географическое положение
Село Козолуговка находится на левом берегу реки Курошаны,
выше по течению на расстоянии в 1,5 км расположено село Гришино,
ниже по течению на расстоянии в 2,5 км расположено село Мостовое.
Река в этом месте пересыхает, на ней сделано несколько запруд.

## История
- 1822 год — дата основания как село Рикенау.
- До 1871 года село входило в Молочанский меннонитский округ Бердянского уезда.[2]
- В 1943 году переименовано в село Широкая Поляна.
- В 1945 году переименовано в село Козолуговка.